# BCL2L12
BCL2L12 (англ. BCL2 like 12) – білок, який кодується однойменним геном, розташованим у людей на короткому плечі 19-ї хромосоми. Довжина поліпептидного ланцюга білка становить 334 амінокислот, а молекулярна маса — 36 821.
| 10         |  | 20         |  | 30         |  | 40         |  | 50         |
| ---------- |  | ---------- |  | ---------- |  | ---------- |  | ---------- |
| MGRPAGLFPP |  | LCPFLGFRPE |  | ACWERHMQIE |  | RAPSVPPFLR |  | WAGYRPGPVR |
| RRGKVELIKF |  | VRVQWRRPQV |  | EWRRRRWGPG |  | PGASMAGSEE |  | LGLREDTLRV |
| LAAFLRRGEA |  | AGSPVPTPPR |  | SPAQEEPTDF |  | LSRLRRCLPC |  | SLGRGAAPSE |
| SPRPCSLPIR |  | PCYGLEPGPA |  | TPDFYALVAQ |  | RLEQLVQEQL |  | KSPPSPELQG |
| PPSTEKEAIL |  | RRLVALLEEE |  | AEVINQKLAS |  | DPALRSKLVR |  | LSSDSFARLV |
| ELFCSRDDSS |  | RPSRACPGPP |  | PPSPEPLARL |  | ALAMELSRRV |  | AGLGGTLAGL |
| SVEHVHSFTP |  | WIQAHGGWEG |  | ILAVSPVDLN |  | LPLD       |  |            |

A: Аланін

C: Цистеїн

D: Аспарагінова кислота

E: Глутамінова кислота

F: Фенілаланін

G: Гліцин

H: Гістидин

I: Ізолейцин

K: Лізин

L: Лейцин

M: Метіонін

N: Аспарагін

P: Пролін

Q: Глутамін

R: Аргінін

S: Серин

T: Треонін

V: Валін

W: Триптофан

Кодований геном білок за функцією належить до фосфопротеїнів. 
Задіяний у таких біологічних процесах, як апоптоз, альтернативний сплайсинг. 